# Danilo Ilić
Danilo Ilić (em sérvio: данило Илић) (Bósnia e Herzegovina, 27 de julho de 1890 – 3 de fevereiro de 1915) foi um membro da Jovem Bósnia e da fação denominada Mão Negra, organizações nacionalistas que planejaram e levaram a cabo o chamado Assassinato de Sarajevo, atentado que culminou com as mortes do herdeiro do trono austro-húngaro, o arquiduque Francisco Fernando, e de sua esposa, a duquesa Sofia de Hohenberg. O evento foi um dos estopins da Primeira Guerra Mundial.